# Elezioni comunali in Umbria del 2017
Le elezioni comunali in Umbria del 2017 si sono tenute l'11 giugno (con ballottaggio il 25 giugno).

## Riepilogo sindaci eletti
Coalizione di centro-sinistra
     Coalizione di centro-destra
| Provincia | Comune | Popolazione legale (censimento 2011) | Sindaco uscente | Sindaco uscente           | Sindaco eletto | Sindaco eletto            | Primo turno | Primo turno | Secondo turno | Secondo turno | Seggi   |
| Provincia | Comune | Popolazione legale (censimento 2011) | Sindaco uscente | Sindaco uscente           | Sindaco eletto | Sindaco eletto            | Voti        | %           | Voti          | %             | Seggi   |
| --------- | ------ | ------------------------------------ | --------------- | ------------------------- | -------------- | ------------------------- | ----------- | ----------- | ------------- | ------------- | ------- |
| Perugia   | Todi   | 16 856                               |                 | Carlo Rossini (PD)        |                | Antonino Ruggiano (FI)    | 2 149       | 24,03       | 3 838         | 50,17         | 10 / 16 |
| Terni     | Narni  | 19 252                               |                 | Francesco De Rebotti (PD) |                | Francesco De Rebotti (PD) | 5 303       | 52,05       | —             | —             | 10 / 16 |

## Perugia

### Todi
| Candidati                         | Candidati                    | II turno             | II turno            | I turno | I turno | Liste                 | Voti  | %     | Seggi |
| Candidati                         | Candidati                    | Voti                 | %                   | Voti    | %       | Liste                 | Voti  | %     | Seggi |
| --------------------------------- | ---------------------------- | -------------------- | ------------------- | ------- | ------- | --------------------- | ----- | ----- | ----- |
|                                   | Antonino Ruggiano ✔️ Sindaco | 3 838                | 50,17               | 2 149   | 24,03   | Forza Italia          | 1 078 | 12,81 | 4     |
| Fratelli d'Italia                 | Antonino Ruggiano ✔️ Sindaco | 3 838                | 50,17               | 2 149   | 24,03   | 609                   | 7,24  | 2     |       |
| Todi per la Famiglia              | Antonino Ruggiano ✔️ Sindaco | 3 838                | 50,17               | 2 149   | 24,03   | 277                   | 3,29  | 1     |       |
| Totale liste                      | Antonino Ruggiano ✔️ Sindaco | 3 838                | 50,17               | 2 149   | 24,03   | 1 964                 | 23,33 | 7     |       |
|                                   | Carlo Rossini                | 3 812                | 49,83               | 3 562   | 39,83   | Partito Democratico   | 2 572 | 30,56 | 3     |
| Socialisti - La Sinistra per Todi | Carlo Rossini                | 3 812                | 49,83               | 3 562   | 39,83   | 763                   | 9,06  | 1     |       |
| Todi Città Aperta                 | Carlo Rossini                | 3 812                | 49,83               | 3 562   | 39,83   | 160                   | 1,90  | –     |       |
| Seggio di coalizione              | Seggio di coalizione         | Seggio di coalizione | 49,83               | 3 562   | 39,83   | 1                     |       |       |       |
| Totale liste                      | Carlo Rossini                | 3 812                | 49,83               | 3 562   | 39,83   | 3 495                 | 41,52 | 4     |       |
|                                   | Floriano Pizzichini          | Floriano Pizzichini  | Floriano Pizzichini | 1 365   | 15,26   | Movimento Civico Todi | 436   | 5,18  | –     |
| Todi Cambia                       | Floriano Pizzichini          | Floriano Pizzichini  | Floriano Pizzichini | 1 365   | 15,26   | 431                   | 5,12  | –     |       |
| Progetto Todi                     | Floriano Pizzichini          | Floriano Pizzichini  | Floriano Pizzichini | 1 365   | 15,26   | 389                   | 4,62  | –     |       |
| Seggio di coalizione              | Seggio di coalizione         | Seggio di coalizione | Floriano Pizzichini | 1 365   | 15,26   | 1                     |       |       |       |
| Totale liste                      | Floriano Pizzichini          | Floriano Pizzichini  | Floriano Pizzichini | 1 365   | 15,26   | 1 256                 | 14,92 | –     |       |
|                                   | Adriano Ruspolini            | Adriano Ruspolini    | Adriano Ruspolini   | 809     | 9,05    | Lega Nord (A)         | 714   | 8,48  | 1     |
| Seggio di coalizione              | Seggio di coalizione         | Seggio di coalizione | Adriano Ruspolini   | 809     | 9,05    | 1                     |       |       |       |
|                                   | Diego Giorgioni              | Diego Giorgioni      | Diego Giorgioni     | 627     | 7,01    | Movimento 5 Stelle    | 582   | 6,91  | –     |
|                                   | Andrea Nulli                 | Andrea Nulli         | Andrea Nulli        | 431     | 4,82    | CasaPound (B)         | 406   | 4,82  | –     |
| Seggio di coalizione              | Seggio di coalizione         | Seggio di coalizione | Andrea Nulli        | 431     | 4,82    | 1                     |       |       |       |
| Totale                            | Totale                       | 7 650                | 100                 | 8 943   | 100     |                       | 8 417 | 100   | 16    |
|                                   |                              |                      |                     |         |         |                       |       |       |       |
| Schede bianche                    | Schede bianche               | 66                   | 0,84                | 63      | 0,68    |                       |       |       |       |
| Schede nulle                      | Schede nulle                 | 157                  | 1,99                | 222     | 2,41    |                       |       |       |       |
| Votanti                           | Votanti                      | 7 873                | 58,35               | 9 228   | 68,39   |                       |       |       |       |
| Elettori                          | Elettori                     | 13 493               |                     | 13 493  |         |                       |       |       |       |
|                                   |                              |                      |                     |         |         |                       |       |       |       |
| Fonte: Ministero dell'interno     |                              |                      |                     |         |         |                       |       |       |       |

- Le liste contrassegnate con le lettere A e B sono apparentate al secondo turno con il candidato sindaco Antonino Ruggiano.

## Terni

### Narni
|                               | Francesco De Rebotti ✔️ Sindaco | 5 303                | 52,05 | Partito Democratico | 2 889 | 29,82 | 6  |  |  |
| De Rebotti Sindaco            | Francesco De Rebotti ✔️ Sindaco | 5 303                | 52,05 | 938                 | 9,68  | 2     |    |  |  |
| Partito Socialista Italiano   | Francesco De Rebotti ✔️ Sindaco | 5 303                | 52,05 | 829                 | 8,56  | 2     |    |  |  |
| Sinistra Italiana             | Francesco De Rebotti ✔️ Sindaco | 5 303                | 52,05 | 401                 | 4,14  | –     |    |  |  |
| Insieme Possiamo              | Francesco De Rebotti ✔️ Sindaco | 5 303                | 52,05 | 144                 | 1,49  | –     |    |  |  |
| Totale liste                  | Francesco De Rebotti ✔️ Sindaco | 5 303                | 52,05 | 5 201               | 53,68 | 10    |    |  |  |
|                               | Eleonora Pace                   | 1 911                | 18,76 | Forza Italia        | 955   | 9,86  | 1  |  |  |
| Fratelli d'Italia             | Eleonora Pace                   | 1 911                | 18,76 | 617                 | 6,37  | 1     |    |  |  |
| Progetto Narni                | Eleonora Pace                   | 1 911                | 18,76 | 101                 | 1,04  | –     |    |  |  |
| Seggio di coalizione          | Seggio di coalizione            | Seggio di coalizione | 18,76 | 1                   |       |       |    |  |  |
| Totale liste                  | Eleonora Pace                   | 1 911                | 18,76 | 1 673               | 17,27 | 2     |    |  |  |
|                               | Gianni Daniele                  | 1 556                | 15,27 | Tutti per Narni     | 924   | 9,54  | 1  |  |  |
| Lega Narni                    | Gianni Daniele                  | 1 556                | 15,27 | 324                 | 3,34  | –     |    |  |  |
| Movimento Civico per Narni    | Gianni Daniele                  | 1 556                | 15,27 | 241                 | 2,49  | –     |    |  |  |
| Seggio di coalizione          | Seggio di coalizione            | Seggio di coalizione | 15,27 | 1                   |       |       |    |  |  |
| Totale liste                  | Gianni Daniele                  | 1 556                | 15,27 | 1 489               | 15,37 | 1     |    |  |  |
|                               | Luca Tramini                    | 1 019                | 10,00 | Movimento 5 Stelle  | 942   | 9,72  | –  |  |  |
| Seggio di coalizione          | Seggio di coalizione            | Seggio di coalizione | 10,00 | 1                   |       |       |    |  |  |
|                               | Luciano Novelli                 | 400                  | 3,93  | Sinistra per Narni  | 383   | 3,95  | –  |  |  |
| Totale                        | Totale                          | 10 189               | 100   |                     | 9 688 | 100   | 16 |  |  |
|                               |                                 |                      |       |                     |       |       |    |  |  |
| Schede bianche                | Schede bianche                  | 73                   | 0,69  |                     |       |       |    |  |  |
| Schede nulle                  | Schede nulle                    | 266                  | 2,53  |                     |       |       |    |  |  |
| Votanti                       | Votanti                         | 10 528               | 65,52 |                     |       |       |    |  |  |
| Elettori                      | Elettori                        | 16 069               |       |                     |       |       |    |  |  |
|                               |                                 |                      |       |                     |       |       |    |  |  |
| Fonte: Ministero dell'interno |                                 |                      |       |                     |       |       |    |  |  |